# الفن والثقافة السيخية

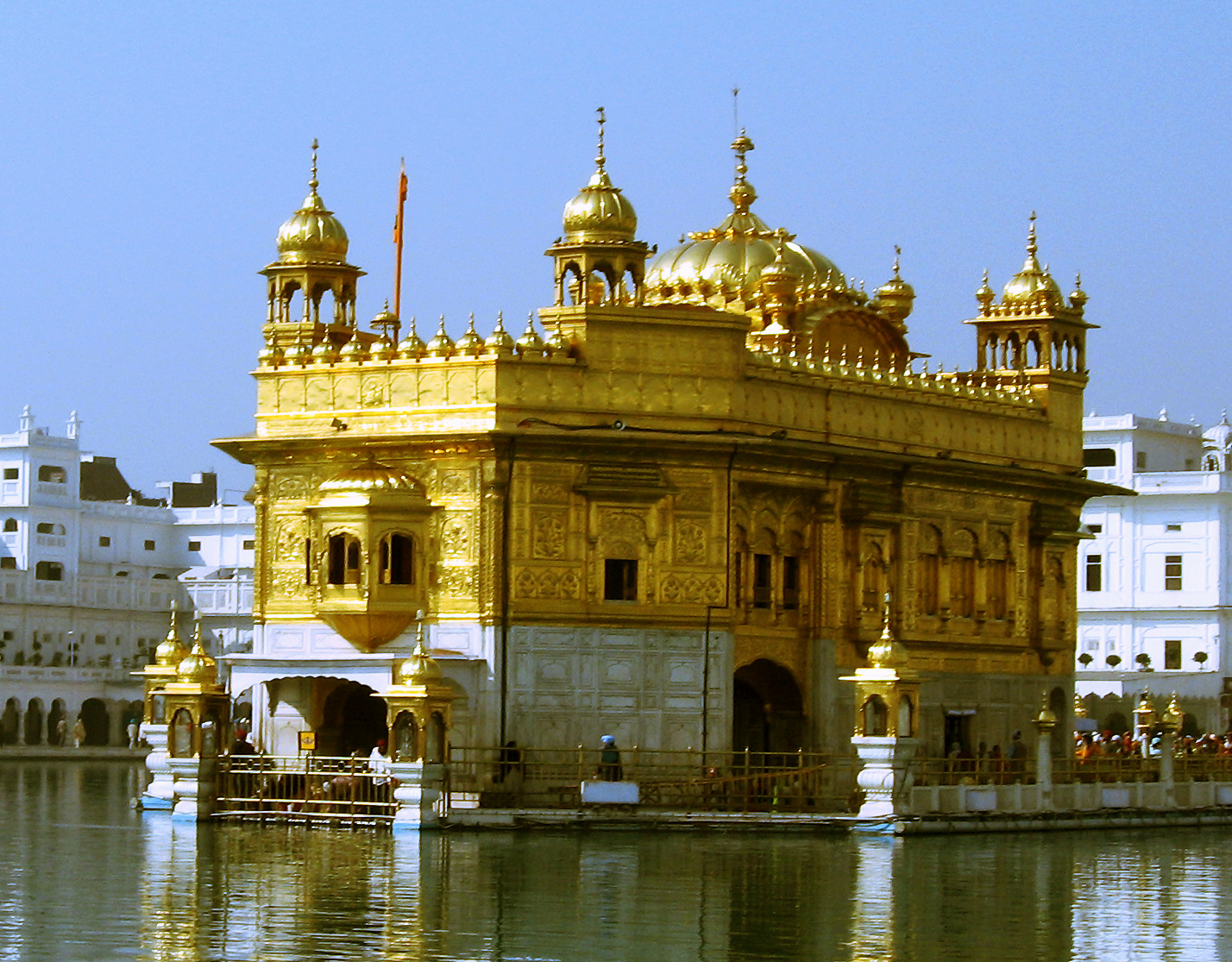
المعبد الذهبي في مدينة أمريتسار، المركز الروحي والثقافي للديانة السيخية.

السيخ هم أتباع الديانة السيخية والتي تعتبر خامس أكبر الدين منظم في العالم، مع عدد أتباع يصل إلى حوالي 23 مليون شخص. يعود تاريخ السيخ إلى حوالي 500 سنة، ومنذ ذلك الوقت وضع السيخ تعبيرات فريدة من الفن والثقافة التي تتأثر مع إيمانهم والتقاليد القادمة من العديد من الثقافات الأخرى. معقل الثقافة السيخية في البنجاب الهندية. تقريبًا جميع المعلمون السيخ، والقديسين وغالبية الشهداء في التاريخ السيخي هم من البنجاب وهي المنطقة الوحيدة في العالم حيث يشكل السيخ الأغلبيّة السكانيّة. تتداخل الثقافة البنجابية والسيخية تداخلاً لا ينفصم.
مصطلح «السيخ» يشير بشكل صحيح إلى أتباع السيخية كدين، وليس كجماعة عرقية. ومع ذلك، ولأن السيخية نادرًا ما سعت إلى اجتذاب المتحولين، اليوم تحولت الجماعة الدينية السيخية إلى هوية عرقية إقليميّة أيضًا. في العديد من البلدان، مثل المملكة المتحدة، يتم اعتبار السيخ كجماعة عرقية في تعداد سكانها. يعتبر السيخ في كثير من الأحيان عرقية دينية.